# 전일본학생자치회총연합
전일본학생자치회총연합(일본어: 全日本学生自治会総連合 젠니혼가쿠세이지치카이소우렌고[*]), 약칭 전학련(일본어: 全学連 젠가쿠렌[*])은 1948년에 결성된 일본의 학생자치회의 연합조직이다. 분열을 거듭하여 현재는 5개 단체가 "전학련"을 자칭하고 있으며, 각각 자기들의 정당성을 주장하고 있다. 2018년 이후에 와서는 대학 학생회 연합조직으로서의 실체는 사실상 사라졌으며 일본공산당 혹은 신좌익 당파 산하 학생단체가 전학련을 표방한다고 알려져 있다.
비슷한 이름인 전공투는 "전학공투회의"의 줄임말로 전학련과 직접적인 관계는 없다.

## 역사
전학련은 '1948년에 145개 대학의 학생 자치회가 연합하여 결성되어 당초 일본 공산당의 영향 하에 있었으나, 1955년 일본공산당제6회전국협의회 이후 공산당에 대한 비판이 주류가 되었다. 또한 주류파 각파 간에 전학공투회의도 결성하여 1960년대부터 1970년대에 걸쳐 치열한 학생 운동을 전개했다. 1970년대 이후로는 신좌파의 영향이 커졌지만 당파 간의 내분이나 연합적군 사건 등으로 인해 운동은 퇴조했다.

## 현존 조직
현존하는 5개 전학련 조직은 아래 각 단체별 현황을 중심으로 설명한다. 여기서는 상위 혹은 관련 조직에 '~계'라는 말을 붙여 편의상 구분한다. 원래는 각 전학련이 자신의 조직을 언급할 때는 민청계 전학련을 제외하고 "전학련(XXX 위원장)"과 같이 위원장 이름을 병기하여 언급한다.
- 혁마르파계 - 13개 대학 14개 자치회 (2017년 기준[7])
- 일본공산당(민청)계 - 활동 중단 (2021년 기준[8])
- 중핵파계 - 5개 대학 5개 자치회 (2017년 기준[7])
- 혁노협(현대사파)계 - 가맹 학생자치회 없음 (2017년 기준[7])
- 혁노협(적채사)계 - 가맹 학생자치회 없음 (2017년 기준[7])

## 혁마르계 전학련

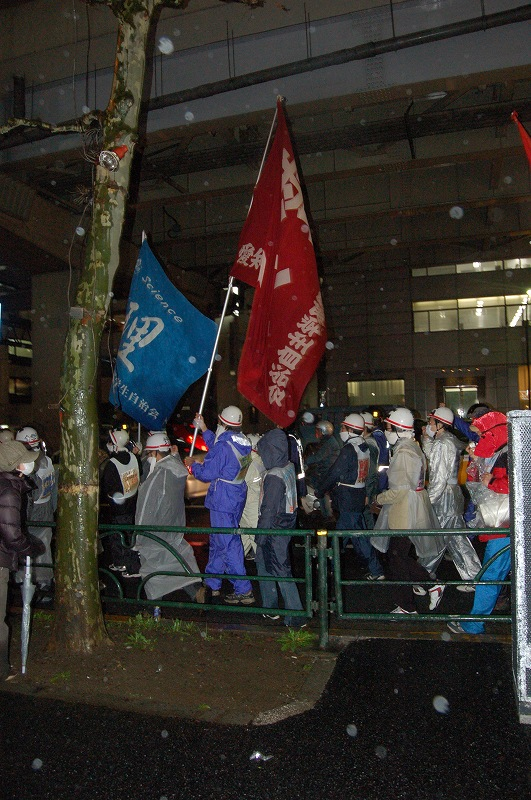
2009년 혁마르계 전학련의 가두 시위 모습

혁공동 혁마르파 계열로 분류되는 전학련이다. 본부는 창조사에 있다. 2016년 기준 14개 대학 15개 자치회가, 2017년 기준 13개 대학 14개 자치회가 가맹하고 있다.
거점학교 및 자치회는 2005년 기준으로 홋카이도 대학 농과(비공인), 홋카이도 교육대학(공인), 오비히로 축산대학(비공인), 고쿠가쿠인 대학(공인), 와세다 대학 사학과(비공인), 상과(비공인), 제1문과(비공인), 제2문과(비공인), 쓰다주쿠 대학(공인), 가쿠슈인 대학, 요코하마 국립 대학 경제과(비공인), 아이치 대학(비공인), 나고야 대학(비공인), 가나자와 대학 교양과(비공인), 교육과, 문과(공인), 오사카 경제대학 제1부, 제2부, 나라 여자대학(공인), 가고시마 대학 공통교육과(비공인), 류큐 대학(공인), 오키나와 국제대학(공인) 등 총 16개 대학(공인/비공인 여부는 2007년 기준)이다. 2007년 기준 대리징수제 등을 통해 고쿠가쿠인 대학에서 약 1,500만엔, 아이치 대학에서 약 800만엔의 자치회비를 징수받고 있었다.
하지만 이어진 오사카 경제대학의 자치회 비인가 결정 이후 자치회비 중 약 70만엔이 용도 불명으로 밝혀졌다. 이에 따라 대학 측은 자치회의 자금이 "과격파의 자금원이 될 수 있다"며 징수제도를 폐지하고 임의 납부제를 알린 결과 학생 자치회의 자치회비 납입율은 해마다 줄어드는 추세이다.
혁마르계 전학련 산하에는 간토 전학련, 홋카이도·호쿠신에쓰·도카이·간사이·규슈 지방에 각 공동투쟁회의가 있으며 오키나와 학련을 따로 두고 있다.
오랜 기간 혁마르파의 거점대학이던 와세다 대학(상학부, 사회과학부)에서는 1990년대에서 2000년대 초반까지 혁마르파와 혁마르파의 영향력을 배제하러는 대학 사이 격렬한 대립이 계속되었다. 이 와중 전학련의 자치단체회던 상학부 자치회는 1995년 7월, 사회과학부 자치회는 2005년 3월 와세다 대학으로부터 인가를 취소당했다.
학생 활동가들은 혁마르파가 임대한 거점 대학 주변 공동주택에 집단으로 거주하기도 하는데, 2006년에는 혁마르파가 도쿄 마치다시에 2억 7천만엔을 들여 지상 6층, 지하 1층의 철근 콘크리트조 주거시설을 건설해 간토 지역 학생 활동가들이 집단으로 거주하고 있다.

### 2010년 이후 동향
2010년 와세다 대학에서 사학 자치회를 중심으로 "학비 인상 반대 운동"을 전개, 2010년 6월 대학본부에 요청서를 제출했다.
2011년 9월 가맹 자치회에 대리 징수한 자치회비 납부를 거부하는 대학을 "학생 자치-동아리 활동을 파괴하는 행위"라며 비판하는 긴급성명문을 발표하고 같은 해 10월부터 대학 측에 자치회비 납부를 요구하는 시위를 열었다.
2016년 7월 프랑스의 핵실험 50주년을 맞아 "전학련 타이티 파견단"을 프랑스령 타히티에 파견했다.

## 일본공산당계 전학련
일본공산당-일본민주청년동맹(민청) 계열로 알려진 전학련으로 2014년 기준 본부는 도쿄도 고쿠분지시에 있다. 그 이전에는 구니타치시에 있었다.
2012년 5월 기준 실제로 전학련 활동에 참여하는 학생 자치회가 있는 대학은 총 8개 대학이다. 하지만 2010년대 이후로는 활동을 중단했다고 알려져 있다. 이전의 공식 사이트는 사라졌으며, 공식 블로그는 2015년 10월, 공식 트위터 계정은 2016년 4월 업데이트가 마지막이다. 이전부터 전학련 및 전국대학원생협의회와 연결된 장학금회(奨学金の会) 사이트에서는 전학련 중앙집행위원회장을 장학금회 부회장이라 기재했으나 사이트의 마지막 업데이트 날짜는 2018년 5월이다.
공식 트위터 및 블로그에서는 "자신만이 정당한 전학련이며, 다른 단체는 마음대로 전학련을 사칭하고 있다"고 주장하고 있다.
2017년 주간 다이아몬드 편집부가 중핵파 전학련 위원장을 인터뷰했을 때, 함께 인터뷰한 중핵파 회원은 실제 학생운동을 하고 있는 전학련 중 일본공산당 계열도 있다고 밝힌 뒤, "공산당도 SEALDs(자유와 민주주의를 위한 학생비상행동)이 나온 이후 전학련이란 말을 더 이상 쓰지 않는다"라고 밝혔다. 한편 2015년 5월 SEALDs 결성 이후인 2016년 2월에 전학련 제67회 정기전국대회가 열렸다.

### 활동 내용 및 세력
일본공산당계 전학련이 발간하는 기관지로는 월간 《소학》이 있다. 한 때 폐간되었으나 2012년 이후로는 복사기로 발간하고 있다. 인쇄 부수는 약 1,000부, 정기 구독 부수는 150부 이하이다. 그 외에도 《전학련신문》도 발간한다. 2007년부터 교토부 학련을 중심으로 "학비 넷제로" 운동을 전개해 2011년 기준 도쿄, 지바, 니가타, 아이치, 오사카, 효고, 후쿠오카 8개 도도부현으로 확대했으며, 같은 해 나가노현 의회와 교토시의회에 제출한 의견서가 통과되었다.
2013년 3월 기준 공식 웹사이트에서는 가맹 자치 학생회의 수를 170개로 표기하고 있다. 또한 2012년 5월 기준 실제로 전학련 활동에 참여하고 있는 학생 자치회가 있는 대학은 총 8개 대학이다.
2012년 6월에는 일본공산당계 전학련의 버팀목인 도쿄대학 교양학부 학생자치회가 전학련 탈퇴를 결의했다. 자치회는 탈퇴 이유로 공산당 및 전학련의 부당한 개입이 있었으며 전학련의 운동관이 일면적이며 학생의 의식을 반영하지 않는다는 점 등을 들며 자치회 연합체로서 실체를 상실한 전학련에 분담금을 지불할 수 없다고 발표했다. 이 사건이 민청계 전학련의 행보에 큰 제동을 걸었다는 분석도 있다.
2023년 1월에는 교토대 법학부 학생 자치회가 민청계 전학련 탈퇴를 발표했는데, 2022년 12월 학생투표를 통해 찬성 다수로 민청계 전학련 탈퇴를 결정했으며 중앙집행위원회에 탈퇴 확인을 요청했으나 답변이 없어 탈퇴가 승인되었다고 간주하고 탈퇴했다고 발표했다.

## 중핵파계 전학련

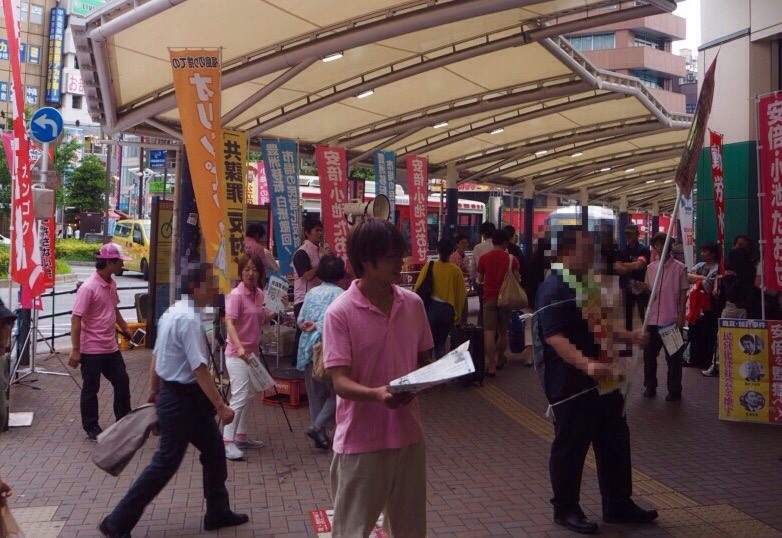
2017년, 중핵파계 전학련이 활동하는 모습.

혁명적공산주의자동맹 전국위원회(중핵파) 계열 전학련이다. 2017년 기준 5개 대학 5개 자치회가 가입되어 있다. 거점학교 및 자치회는 2005년 기준으로 도호쿠 대학, 법대 경영2부교양, 도야마 대학, 교토 대학 농과, 히로시마 대학, 규슈 대학 학우회이다.(2007년 기준 전부 비공인)
2008년 기준으로는 야마가타 대학, 히로사키 대학, 아키타 대학, 니가타 대학, 오사카 시립 대학 등에서도 활동하고 있으며 교토 대학 구마노 기숙사자치회에 큰 영향력을 가지고 있고 도호쿠 대학 유호 기숙사와 야마가타 대학 기숙사자치회도 장악하고 있다. 또한 중핵파계 전학련의 공식 웹사이트에서는 오키나와 대학에서도 중핵파계 학생 자치회가 있다(공인/비공인 여부는 불명) 교토 대학에서는 2012년에 그전까지 유명무실했던 존재인 "동학회"(同学会)를 동학회 규약을 참고한 선거를 통해 부활시켰다.
2018년 선출된 위원장은 도쿄대 교양학부 학생이지만 도쿄대 교양학부 학생자치회는 전학련에 가입되어 있지 않다.
2017년 주간 다이아몬드 편집부가 중핵파계 전학련 위원장을 인터뷰했을 당시 동석한 중핵파 회원은 전학련이 공산당계, 중핵파계, 혁마르파계, 해방파 2개 총 5개 단체가 있으며 실제로 학생 운동을 하는 단체는 공산당계, 중핵파계, 혁마르파계 각 전학련이라고 말했다.

### 2010년 이후 동향
2010년 1월, 상급 단체와 공동투쟁 관계에 있는 대한민국의 전국민주노동조합총연맹(민주노총) 주최 전국노동자대회에 중핵파계 전학련 활동가들이 파견되었다. 같은 해 호세이 대학에서 24명이 체포되었고, 도야마 대학에서 자치 기숙사 개보수 공사 반대 전단지를 돌리던 2명도 체포되었다.
2011년 3월에는 미국 캘리포니아주의 학비 인상 반대 파업에 학생 운동가를 파견했고, 6월에는 상급 단체와 공동투쟁 관계에 있는 브라질의 콘루타스(전국투쟁연맹) 대회에 오다 위원장을 파견했다. 같은 해 호세이 대학에서는 입시 부정행위로 6명이 체포되었고, 2011년 9월에는 사이토 이쿠마가 위원장에 취임해 7년간 활동했다.
2012년 교토 대학의 기존 자치회이자 겉으로 드러내고 활동하지 않던 교토 대학 전학생자치회인 동학회를 장악하고 선거를 실시해 동학회를 '재건'했다고 발표했다. 이에 앞서 중핵파 교토대 지부는 학생 자치회 권력 확립을 호소했고 동학회 재건 직후에도 비슷한 호소를 했다. 교토 대학 당국은 6월 22일자로 '고시 제5호'를 발표해 선거 방법에 의문이 있다며 재건 동학회를 협상 상대로 삼기로 거부했으나, 중핵파의 기관지 《전진》에서는 "당국이 선거 무효를 외치는 것이야말로 선거 승리의 지평"이라고 주장했고 7월 6일 재건 동학회는 교내에서 집회를 열고 재건을 선언했다.
2012년 열린 정기전국대회(의안)에서는 호세이 대학, 도호쿠 대학, 후쿠시마 대학, 교토 대학에서 활동이 기록되었다. 같은 해 11월에는 도호쿠 대학에서 전국의 학생 활동가를 소집해 도호쿠 전력 항의시위를 열고 그대로 대학 캠퍼스에 머물며 자치회 선거를 실시해 자치회가 "다수의 신임을 받았다"고 주장했다. 또한 같은 해부터 교토대, 도호쿠 대학과 함께 히로시마 대학 자치회 건설을 목표로 내세워 2013년 7월 5일 자치회 선거를 실시해 자치회를 재건하겠다고 발표했다. 히로시마 대학은 7월 25일 "히로시마 대학 학생 자치회에 대하여"라는 글을 발표해 대학과 무관한 곳에서 개입한 선거이며 인정하지 않겠다고 말했다.
2013년부터는 오키나와 대학에서 자치회 재건을 강력하게 주장, 2014년에는 오키나와 대학에서 학생 자치회가 '재건'되었다. 2014년 11월에는 교토 대학 교내에서 교토대 동학회의 연설을 지켜보던 교토부 경찰이 경찰관을 체포해 대학 당국에 인계하는 사건도 발생했다.

## 혁노협 현대사파계 전학련
혁노협 현대사파계는 현대사파 계열로 분류되는 전학련이다. 위원장은 고다이 가즈야이며 본부는 도쿄 스기나미구 시모타카이도의 교육학원저널사이다.
늦어도 2007년부터 2017년 시점까지 가입한 자치회는 없지만, 이전 거점학교였던 메이지 대학과 규슈 대학에서 신입생 환영회를 진행하고 있다.

## 혁노협 적채사파계 전학련
혁노협 적채사파계는 적채사파 계열로 분류되는 전학련이다. 위원장은 오카다 세이지이고 본부는 도쿄 다이토구 이리야의 적채사 건물이다. 위의 전학련을 표방하는 단체 중 유일하게 공식 홈페이지가 아에 없다.
늦어도 2007년부터 2017년 시점까지 가입한 자치회는 없지만, 도호쿠 대학, 후쿠이 대학, 도쿠시마 대학, 규슈 대학, 오키나와 대학에서 신입생 환영회를 진행하고 있다.

## 참고 문서
- 전일본학생자치회총연합의 역사

## 참고 문헌
- 菅孝行 (1982), 《For Beginners 全学連》, 現代書館
- 砥堀征雄 (2017년 6월). “大学で暴挙に出た中核派系全学連”. 《月刊治安フォーラム》 (立花書房) (270): 11–19.
- 西久保貴英 (2008년 10월). “大学の拠点化に奔走する中核派系全学連”. 《月刊治安フォーラム》 (立花書房) (166): 21–29.
- 萩原幸裕 (2014년 5월). “自己満足の学生自治会:大学に活動拠点を求める中核派系全学連”. 《月刊治安フォーラム》 (立花書房) (233): 22–29.
- 堀部泰治郎 (2006년 5월). “関西革マル派“牙城”の崩壊:大阪経済大学における革マル派排除”. 《月刊治安フォーラム》 (立花書房) (137): 19–26.
- “過激派、共産党系の学生・青年運動:平成十四年の回顧と十五年の展望”. 《旬報学生青年運動》 (日本教育協会) (1035): 11–72. 2003년 1월.
- “過激派、共産党系の学生・青年運動:平成十七年の回顧と十八年の展望”. 《旬報学生青年運動》 (日本教育協会) (1104): 12–72. 2006년 1월.
- “中核派は憲法改正問題をテーマに講演会を開催、勧誘行う:過激派全学連が新刊闘争を実施(1)”. 《旬報学生青年運動》 (日本教育協会) (1137): 2–10. 2007년 6월.
- “革マル派は拠点大学で"硫黄島生還元日本兵"の講演会を開催:過激派全学連が新刊闘争を実施(2)”. 《旬報学生青年運動》 (日本教育協会) (1138): 2–10. 2007년 7월.
- “特集 当局による非公認化などで減少・衰退化の傾向:今風学生気質を反映する過激派系学生自治会・サークルの現状”. 《旬報学生青年運動》 (日本教育協会) (1143): 3–10. 2007년 9월.
- “高学費で苦しむ学生の実態伝える:共産党系全学連が「学費・雇用黒書2007」まとめる”. 《旬報学生青年運動》 (日本教育協会) (1159): 23–30. 2008년 6월.
- “東大の授業料全額免除で共産党系全学連が取組みの成果と誇示:自治会活動を「東大副学長懇談資料集」としてまとめる”. 《旬報学生青年運動》 (日本教育協会) (1161): 24–30. 2008년 7월.
- “旧三役は全員退任、小山委員長―塚田書記長の新執行部体制となる:共産党系全学連が「第六〇回定期全国大会」開く”. 《旬報学生青年運動》 (日本教育協会) (1179): 23–30. 2009년 4월.
- “過激派、共産党系の学生・青年運動:平成二十一年の回顧と二十二年の展望”. 《旬報学生青年運動》 (日本教育協会) (1196): 2–48. 2010년 1월.
- “いずれの大学も過激派学生サークルへの規制・管理を強化:解放派・反主流派が"新刊闘争特集" で報告”. 《旬報学生青年運動》 (日本教育協会) (1207): 20–29. 2010년 7월.
- “過激派、共産党系の学生・青年運動:平成二十二年の回顧と二十三年の展望”. 《旬報学生青年運動》 (日本教育協会) (1219): 2–46. 2011년 1월.
- “学生自治会派閥別拠点一覧表”. 《旬報学生青年運動》 (日本教育協会) (1225): 31. 2011년 4월.
- “東大自治会の"全学連脱退"は全学連の新たな潮流の動きか”. 《旬報国内動向》 (日本教育協会) (1255・56合併): 3–8. 2012년 8월.
- “平成24年の過激派、共産党系団体の動き”. 《旬報国内動向》 (日本教育協会) (1265・66合併): 3–39. 2013년 1월.
- “平成25年の過激派、共産党系団体の動き”. 《旬報国内動向》 (日本教育協会) (1289・90合併): 3–35. 2014년 1월.
- “平成26年の過激派、共産党系諸団体の動き”. 《旬報国内動向》 (日本教育協会) (1313・14合併): 3–42. 2015년 1월.
- “平成27年の過激派、共産党系諸団体の動き”. 《旬報国内動向》 (日本教育協会) (1337・38合併): 3–38. 2016년 1월.
- “平成28年の過激派、共産党系諸団体の動き”. 《旬報国内動向》 (日本教育協会) (1361・62合併): 3–36. 2017년 1월.